# Corallus
Corallus – rodzaj węży z rodziny dusicielowatych (Boidae).

## Zasięg występowania
Rodzaj obejmuje gatunki występujące na Saint Vincent, Grenadzie, Trynidadzie i Tobago, w Gwatemali, Nikaragui, Hondurasie, Kostaryce, Panamie, Kolumbii, Wenezueli, Gujanie, Surinamie, Gujanie Francuskiej, Brazylii, Ekwadorze, Peru i Boliwii.

## Systematyka

### Etymologia
- Corallus: łac. corallum „koral”[8].
- Xiphosoma: gr. ξιφος xiphos „miecz”[9]; σωμα sōma, σωματος sōmatos „ciało”[10]. Gatunek typowy: Xiphosoma ornatum Wagler, 1824 (= Boa hortulana Linnaeus, 1758).
- Chrysenis: J.E. Gray nie wyjaśnił etymologii nazwy rodzajowej[4]. Gatunek typowy: Chrysenis batesi J.E. Gray, 1860.
- Xenoboa: gr. ξενος xenos „obcy, dziwny”[11]; łac. boa „rodzaj dużego, wodnego węża”[12][5]. Gatunek typowy: Xenoboa cropanii Hoge, 1953.

### Podział systematyczny
Do rodzaju należą następujące gatunki: 
- Corallus annulatus (Cope, 1875) – boa prążkowany
- Corallus batesii (Gray, 1860)
- Corallus blombergi (Rendahl & Vestergren, 1940)
- Corallus caninus (Linnaeus, 1758) – boa psiogłowy[13]
- Corallus cookii Gray, 1842
- Corallus cropanii (Hoge, 1953)
- Corallus grenadensis (Barbour, 1914)
- Corallus hortulana (Linnaeus, 1758) – boa leśny
- Corallus ruschenbergerii (Cope, 1875)